# Lamouline
Lamouline est un village de la commune belge de Libramont-Chevigny située en Région wallonne dans la province de Luxembourg. Avant la fusion des communes de 1977, il faisait partie de la commune de Saint-Pierre.

## Géographie
Lamouline est situé à environ 2,5 km au sud de Libramont et à 1 km de la sortie 26 de l'autoroute E411/A4. Il est traversé par la route nationale 40, entre Verlaine et Recogne.
À noter la présence d'amphibolite.

## Religion
Chaque 15 août a lieu la procession à Notre-Dame de Lamouline.